# Rio Fântâna Albă
O Rio Fântâna Albă é um rio da Romênia, afluente do Măieruş, localizado no distrito de Braşov.